# Bobby Hebb
Bobby Hebb, nome d'arte di Robert Von Hebb (Nashville, 26 luglio 1938 – 3 agosto 2010), è stato un cantautore statunitense, noto principalmente per il singolo di successo Sunny, pubblicato nel 1966.

## Biografia
William e Ovalla Von Hebb, i genitori di Hebb, erano entrambi musicisti ciechi. Bobby e il fratello maggiore Harold formarono una coppia di ballo e canto a Nashville, iniziata quando Bobby aveva tre anni e Harold nove. Hebb apparve in televisione ospitato dal produttore di musica country Owen Bradley, apparizione che gli fece guadagnare un posto nello show televisivo Grand Ole Opry a fianco della star Roy Acuff. Hebb suonava i cucchiai e altri strumenti nel gruppo di Acuff mentre Harold divenne più tardi membro dei Johnny Bragg and the Marigolds.  Bobby Hebb era il controcanto di Bo Diddley nella canzone Diddley Daddy e in seguito fu trombettista nella banda jazz della marina statunitense e rimpiazzò Mickey Baker in Mickey and Sylvia.
Il 23 novembre 1963, il giorno seguente l'assassinio di John Kennedy, Harold Hebb morì accoltellato fuori da un nightclub di Nashville. Entrambi gli eventi distrussero Bobby che trovò conforto nello scrivere canzoni. In quell'occasione scrisse l'inno all'ottimismo Sunny:
"La mia intenzione era solo pensare ai miei periodi più felici, in cerca di un giorno più luminoso, perché avevo il morale a terra. Dopo che la scrissi, pensai che Sunny avrebbe potuto essere un approccio diverso da quello che Johnny Bragg cantava in Just Walkin' in the Rain."
Sunny fu registrata a New York e fu cantata in un tour con i Beatles per Hebb. È una delle canzoni di cui sono state fatte più cover, con centinaia di versioni diverse. La BMI l'ha classificata al venticinquesimo posto nella lista delle 100 canzoni più belle del secolo.
Sunny è stata cantata, tra gli altri, da James Brown, Boney M, Cher, Georgie Fame, Johnny Rivers, Frank Sinatra con Duke Ellington, Ella Fitzgerald, gli Electric Flag, i Four Seasons, i Four Tops, Wilson Pickett, Les McCann, Jamiroquai e Dusty Springfield.
Sebbene Bobby Hebb sia considerato una meteora nel panorama musicale, ha scalato le classifiche anche con A Satisfied Mind nel 1966 e Love Me nel 1967, inoltre ha scritto tante altre canzoni.
Dopo trentacinque anni Hebb ha inciso un nuovo album intitolato That's All I Wanna Know. Questo  è stato il primo album di Hebb dai tempi in cui James Flemming Rasmussen produsse Love Games per la Epic Records nel 1970. è uscito in Europa a fine 2005 per la Tuition, una nuova etichetta di musica pop/indipendente. Sono state inserite nuove versioni di Sunny in due duetti: uno con Astrid North, e l'altro con Pat Appleton.
Bobby Hebb è morto il 3 agosto 2010 all’età di 72 anni.

## Curiosità
- Bobby Hebb fu il terzo afro-americano ad esibirsi al Grand Ole Opry.